# Men Who Have Made Love to Me (film 1918)
Men Who Have Made Love to Me è un film muto del 1918 diretto da Arthur Berthelet. La sceneggiatura si basa su I, Mary MacLane, autobiografia di Mary MacLane pubblicata a New York nel 1917.

## Trama
La cinica e sofistica Mary  MacLane si innamora di un giovanotto alle sue prime esperienze amorose. Il ragazzo ben presto però la stanca e lei passa ad amoreggiare con un letterato. Ma questi, invece, è un po' troppo dominatore per il carattere indipendente di Mary che lo lascia per il figlio di un baronetto. Anche questo amore finisce presto quando lui l'aggredisce in un locale pubblico. Mary viene salvato dall'intervento di un campione sportivo che diventa il suo nuovo spasimante. Le cose sembrano andare bene, ma l'uomo è già fidanzato e la sua ragazza prega Mary di lasciarlo. Mary adesso prova a intrecciare una nuova relazione con un impiegato di banca, ma anche qui la cosa non funziona, perché lui disapprova che lei fumi e beva. Alla fine, dopo una storia con il marito di un'altra, Mary comincia a chiedersi se l'amore sia possibile e se esista veramente. La risposta - positiva - le arriva dalla sua cameriera che si è appena sposata.

## Produzione
Il film fu prodotto dalla Perfection Pictures (come A George K. Spoor Ultra Picture) per Essanay Film Manufacturing Company. Ufficiosamente è il primo film in assoluto in cui è presente una tecnica cinematografica detta "rottura della quarta parete", in cui un attore o un'attrice si rivolge direttamente al pubblico guardando la cinepresa.

## Distribuzione
Il copyright del film, richiesto dalla Essanay Film Mfg. Co., venne registrato con il numero LP11939 il 9 gennaio 1918. Distribuito dalla George Kleine System, il film uscì nelle sale cinematografiche USA il 1º febbraio 1918.
Non si conoscono copie ancora esistenti della pellicola che viene considerata presumibilmente perduta.